# Marque d'imprimeur

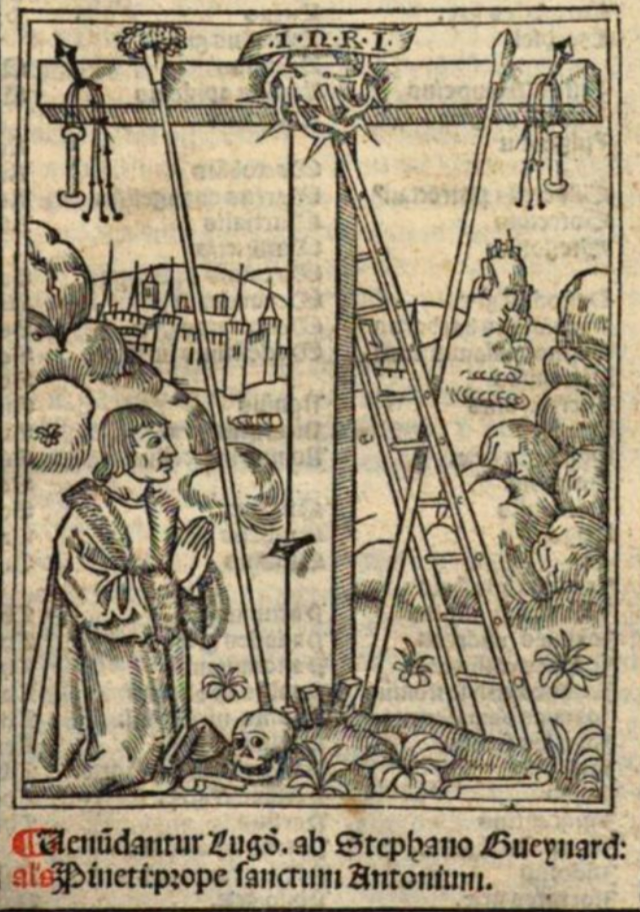
Marque typographique d'Étienne Gueynard, sur la page de titre de la Polyanthea (Lyon, 1513). Le dessin illustre sa devise : Domine Deus de inimicis nostris per signum Sancte Crucis libera nos.

La marque d'imprimeur, ou marque typographique, est un dessin réalisé en bois gravé que les imprimeurs utilisaient pour authentifier leur production. À l'époque du manuscrit et au début des incunables, cette marque apparaît à la fin du volume, à la suite du colophon. Lorsque plusieurs livres étaient assemblés à l'intérieur d'une même reliure, la page de colophon permettait de retrouver les constituants du volume et leur origine : titre, auteur, lieu d'impression, nom de l'imprimeur et privilège princier autorisant l'édition.
De simple sigle, la marque typographique se transforme, dès la fin du XVe siècle, en dessin publicitaire placé en page de titre du livre dont elle couvre une bonne partie. Cette illustration vise à mettre en évidence le savoir-faire de l'imprimeur et invite à un déchiffrage. « Lorsque la mode des allégories inspirées de l'Antiquité et celle des emblèmes se développent, au temps de l'humanisme triomphant, on y voit apparaître tout un symbolisme souvent compliqué : Alde choisit l'ancre, Kerver la licorne, Estienne l'olivier, ou encore Galiot Du Pré, le navire — la « galée » —, à cause de son prénom. »
L'article 16 de l'ordonnance de 1539, sous le règne de François Ier interdit aux libraires et imprimeurs d'utiliser la marque d'un de leurs confrères. L'édit de Henri II du 11 décembre 1547 ordonne que le nom et l'enseigne de l'imprimeur soient apposés au début des livres.

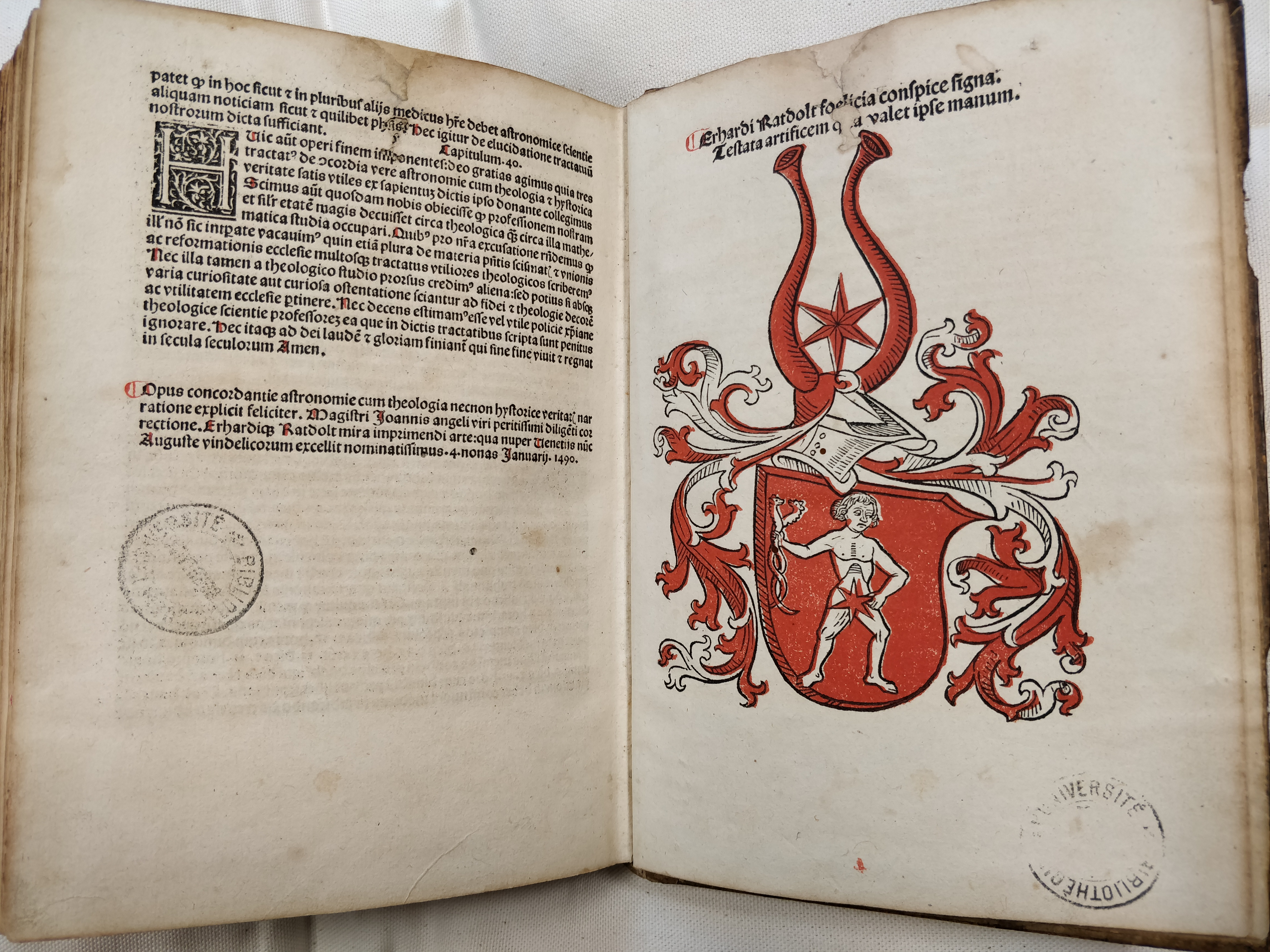
Colophon et marque d'imprimeur d'Erhard Ratdolt d'un incunable traitant d'astronomie.

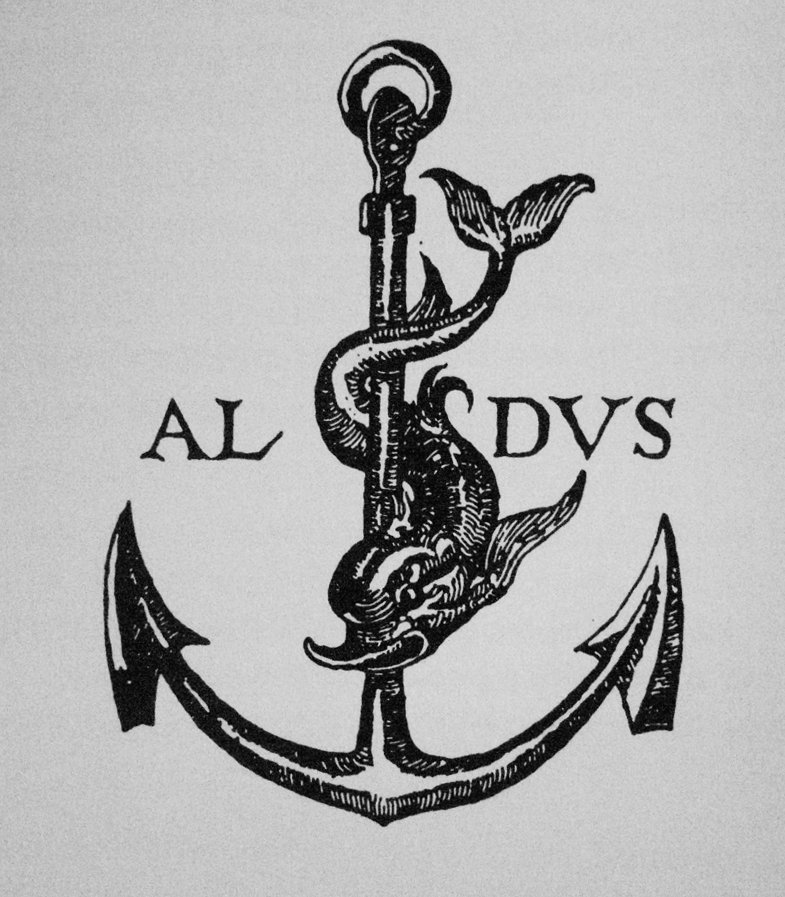
Marque d'Alde Manuce, illustrant l'adage Festina lente (un dauphin et une ancre).
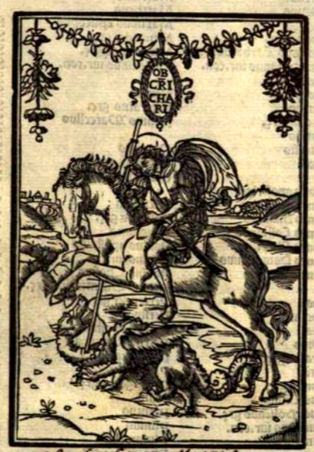
Marque de Georgio Rusconi Mediolanensis en page titre de la Polyanthea (Venise, 1507).
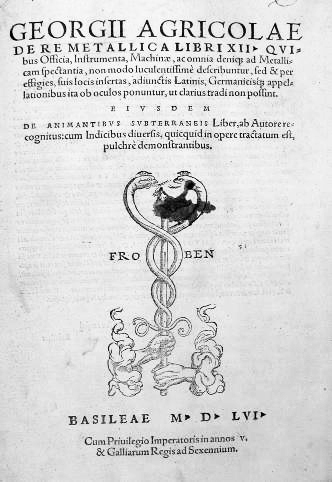
Marque de l'imprimeur et ami d'Erasme, Johann Froben.
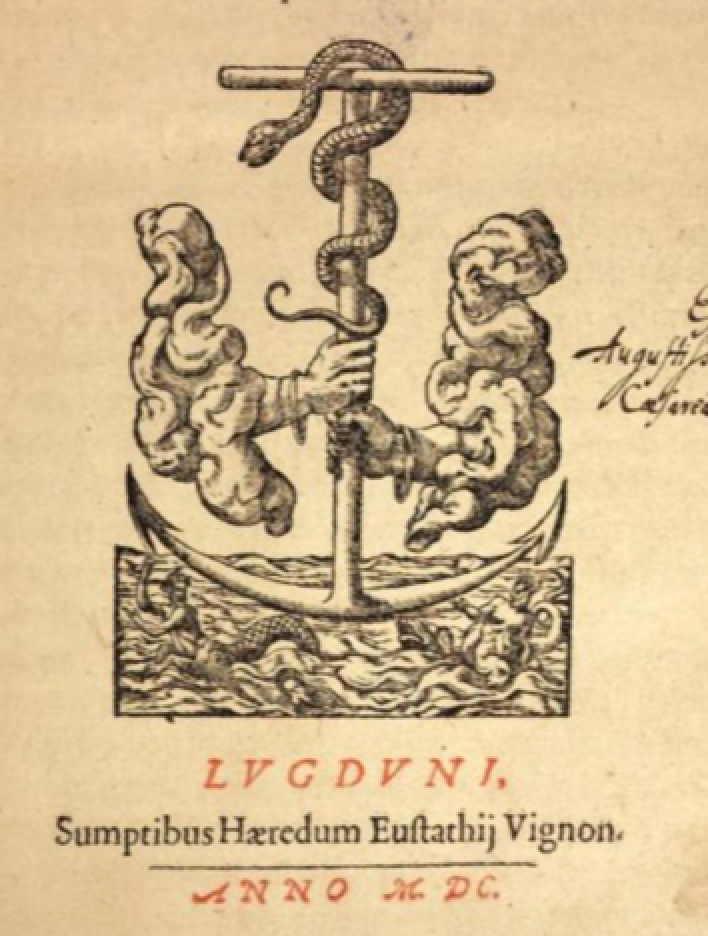
Marque de Crespin, puis de Vignon sur la page de titre de la Polyanthea (Lyon, 1600).
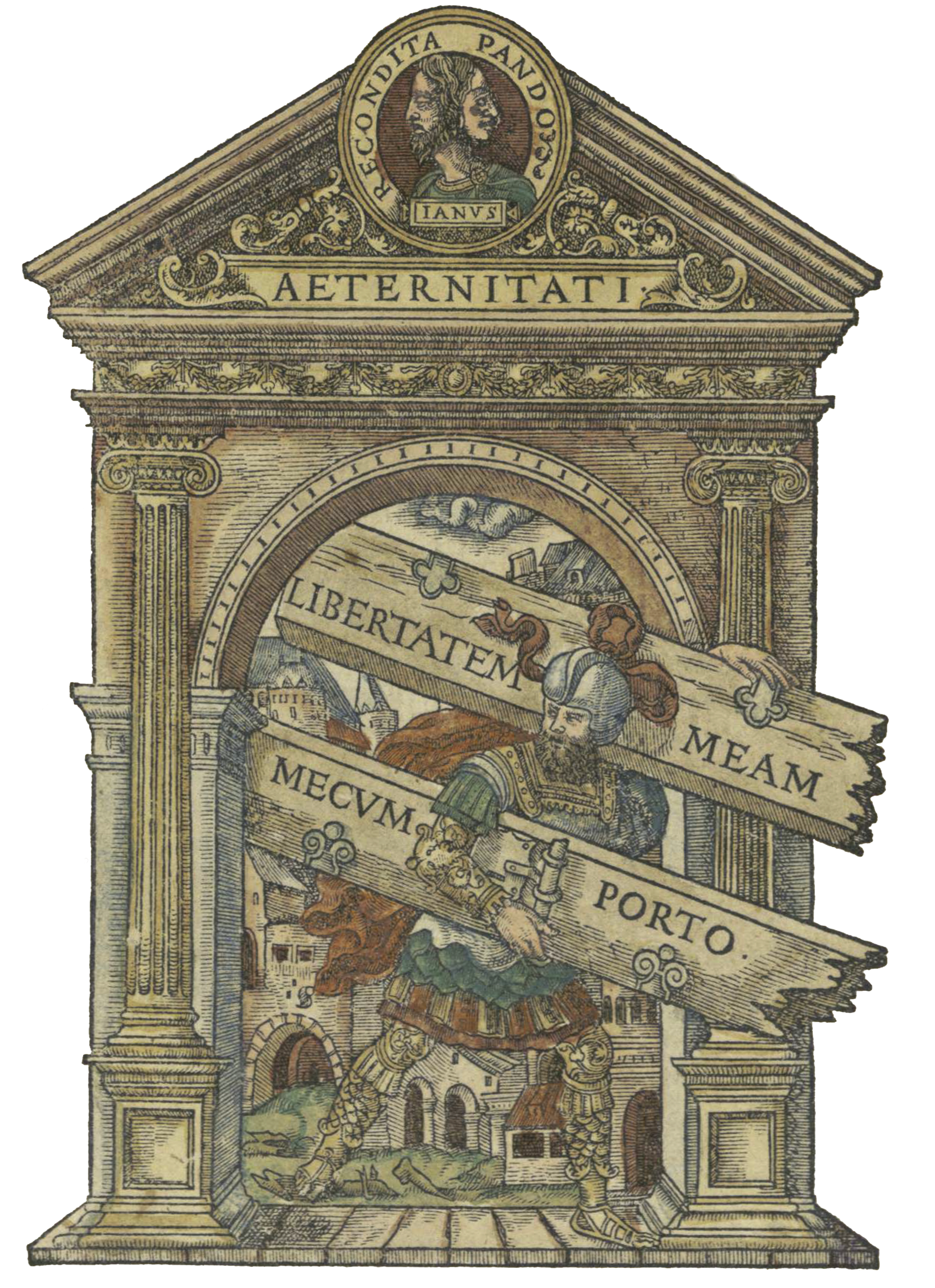
Marque d'Hugues de La Porte, 1541.